# Bom Jesus das Selvas
Bom Jesus das Selvas là một đô thị thuộc bang Maranhão, Brasil. Đô thị này có diện tích 2679,418 km², dân số năm 2007 là 19966 người, mật độ 7,45 người/km².